# (37173) 2000 WW33
2000 WW33 (asteroide 37173) é um asteroide da cintura principal. Possui uma excentricidade de 0.12842300 e uma inclinação de 11.62075º.
Este asteroide foi descoberto no dia 20 de novembro de 2000 por LINEAR em Socorro.